# World Tour w siatkówce plażowej 2021
World Tour w siatkówce plażowej 2021 rozpoczął się w lutym 2021 roku i ma składać się z 28 turniejów. Rozegranych zostanie siedem turniejów 4-gwiazdkowych, trzy turnieje 2-gwiazdkowe oraz siedemnaście 1-gwiazdkowych. W lipcu 2020 roku FIVB poinformowało o dodaniu do kalendarza rozgrywek kolejnych turniejów, m.in. w Warsaw Open. Finały World Tour miały odbyć się we włoskim Cagliari we wrześniu, jednak z powodu sytuacji pandemicznej zostały przesunięte na październik.

## Zawody

### Klasyfikacja turniejów
| Finały World Tour    |
| Turniej 5-gwiazdkowy |
| Turniej 4-gwiazdkowy |
| Turniej 3-gwiazdkowy |
| Turniej 2-gwiazdkowy |
| Turniej 1-gwiazdkowy |

### Mężczyźni
| Turniej                                                              | 1 miejsce                                               | 2 miejsce                           | 3 miejsce                                                    | 4 miejsce                                |
| -------------------------------------------------------------------- | ------------------------------------------------------- | ----------------------------------- | ------------------------------------------------------------ | ---------------------------------------- |
| World Tour Doha 1 Star Doha, Katar 23 - 26 lutego                    | Cherif Younousse Ahmed Tijan 21–15, 21–19               | Quentin Métral Yves Haussener       | Pavel Shustrov Alexey Gusev 19–21, 21–15, 19–17              | Murat Giginoğlu Volkan Gögtepe           |
| Katara Beach Volleyball Cup Doha, Katar 8 - 12 marca                 | Ondřej Perušič David Schweiner 21–16, 21–19             | Evandro Oliveira Gustavo Carvalhaes | Taylor Crabb Jake Gibb 21–9, 23–21                           | Nick Lucena Phil Dalhausser              |
| Cancún Hub – 1st event Cancún, Meksyk 15 - 20 kwietnia               | Anders Mol Christian Sørum 21–19, 22–20                 | Cherif Younousse Ahmed Tijan        | Ondřej Perušič David Schweiner 21–18, 21–12                  | Martin Ermacora Moritz Pristauz          |
| Cancún Hub – 2nd event Cancún, Meksyk 21 - 26 kwietnia               | Anders Mol Christian Sørum 21–18, 21–18                 | Cherif Younousse Ahmed Tijan        | Alison Cerutti Álvaro Morais Filho 21–17, 21–17              | Adrian Carambula Enrico Rossi            |
| Cancún Hub – 3rd event Cancún, Meksyk 27 kwietnia - 2 maja           | Cherif Younousse Ahmed Tijan 21–15, 21–12               | Konstantin Semenov Ilya Leshukov    | Nick Lucena Phil Dalhausser 21–19, 21–15                     | Adrian Carambula Enrico Rossi            |
| Sofia Beach Open 1 Sofia, Bułgaria 20 - 23 maja                      | Aleksandr Kramarenko Maksim Hudyakov 21–18, 21–13       | Maciej Rudol Jakub Nowak            | João Pedrosa Hugo Campos 25–23, 21–15                        | Jędrzej Brożyniak Piotr Janiak           |
| FIVB Beach Volleyball WT Sochi Soczi, Rosja 25 - 30 maja             | Piotr Kantor Bartosz Łosiak 17–21, 23–21, 15–10         | Cherif Younousse Ahmed Tijan        | Steven van de Velde Christiaan Varenhorst 21–16, 26–28, 15–9 | Adrian Carambula Enrico Rossi            |
| J&T Banka Ostrava Beach Open Ostrawa, Czechy 2 - 6 czerwca           | Alexander Brouwer Robert Meeuwsen 13–21, 21–19, 15–13   | Ondřej Perušič David Schweiner      | George Wanderley André Stein 27–25, 21–18                    | Viacheslav Krasilnikov Oleg Stoyanovskiy |
| Sofia Beach Open 2 Sofia, Bułgaria 10 - 13 czerwca                   | Petr Bakhnar Valeriy Samoday 21–17, 21–19               | João Pedrosa Hugo Campos            | Samuele Cottafava Gianluca Dal Corso 21–19, 23–21            | Jakob Windisch Tobia Marchetto           |
| FIVB Beach Volleyball WT Gstaad Gstaad, Szwajcaria 6 - 10 lipca      | Stefan Boermans Yorick de Groot 23–21, 19–21, 15–10     | Cherif Younousse Ahmed Tijan        | Viacheslav Krasilnikov Oleg Stoyanovskiy 21–16, 21–12        | Nikita Liamin Taras Myskiv               |
| FIVB Beach Volleyball WT Rubavu Rubavu, Rwanda 14 - 18 lipca         | Theo Brunner Chaim Schalk 25–23, 21–15                  | Chase Budinger Troy Field           | Maksim Hudyakov Aleksandr Kramarenko 21–11, 21–15            | Anton Kislytsyn Daniil Kuvichka          |
| Leuven Open Leuven, Belgia 15 - 18 lipca                             | Dries Koekelkoren Tom van Walle 20–22, 21–18, 15–13     | Arnaud Loiseau Tom Altwies          | Danijel Pokeršnik Črtomir Bošnjak 21–10, 17–21, 15–11        | Timothée Platre Liam Patte               |
| Sofia Beach Open 3 Sofia, Bułgaria 15 - 18 lipca                     | Mateusz Florczyk Jakub Szałankiewicz 17–21, 21–14, 15–0 | Vinícius Cardozo Matheus Maia       | Petr Bakhnar Valeriy Samoday 21–19, 21–16                    | Miloš Milić Lazar Kolarić                |
| Ljubljana Open Lublana, Słowenia 29 lipca - 1 sierpnia               | Patrikas Stankevičius Audrius Knašas 21–14, 21–12       | Alan Košenina Rok Bračko            | Miloš Milić Lazar Kolarić 21–19, 21–16                       | Martin Appelgren Alexander Herrmann      |
| Sofia Beach Open 4 Sofia, Bułgaria 5 - 8 sierpnia                    | Dirk Boehlé Mart van Werkhoven 21–12, 10–21, 16–14      | Gianluca Dal Corso Tobia Marchetto  | Tiziano Andreatta Andrea Abbiati 29–31, 21–18, 15–9          | Dmitrii Veretiuk Artem Yarzutkin         |
| Cortegaça Open Cortegaça, Portugalia 12 - 15 sierpnia                | Javier Bello Joaquin Bello 17-21, 21-15, 15-8           | Joao Pedrosa Hugo Campos            | Roberto Reis Sebastiao Alves 16-21, 21-17, 15-9              | Jakob Reiter Michael Murauer             |
| Budapest Open Budapeszt, Węgry 19 - 22 sierpnia                      | Jyrki Nurminen Santeri Sirén 21–19, 21–17               | Gianluca Dal Corso Tobia Marchetto  | Eylon Elazar Netanel Ohana 15–21, 21–15, 17–15               | Miloš Milić Lazar Kolarić                |
| Prague Open Praga, Czechy 19 - 22 sierpnia                           | Ondřej Perušič David Schweiner 21–17, 17–21, 15–9       | Philipp Bergmann Yannick Harms      | David Åhman Jonatan Hellvig 21–17, 19–21, 15–8               | Kristoffer Abell Jacob Brinck            |
| Montpellier Open Montpellier, Francja 24 - 29 sierpnia               | Quincy Ayé Arnaud Gauthier-Rat 14–21, 26–24, 15–13      | Đorđe Klašnić Lazar Kolarić         | Ardis Bedrītis Arturs Rinkēvičs 11–21, 21–12, 15–6           | Felix Friedl Maximilian Trummer          |
| Warsaw Open Warszawa, Polska 2 - 5 września                          | Jyrki Nurminen Santeri Sirén 21–10, 21–15               | Miłosz Kruk Jakub Szałankiewicz     | Leon Luini Thijs Nijeboer 21–14, 21–19                       | River Day Kevin Cuzmiciov                |
| Apeldoorn Open Apeldoorn, Holandia 9 - 12 września                   | Jakub Zdybek Paweł Lewandowski 21–19, 16–21, 15–12      | Ruben Penninga Matthew Immers       | Tomás Capogrosso Bautista Amieva 21–11, 21–16                | Lui Wüst Robin Sowa                      |
| Cervia Open Cervia, Włochy 10 - 12 września                          | Jakob Windisch Samuele Cottafava 23–21, 21–16           | Miles Evans Troy Field              | Jyrki Nurminen Santeri Sirén 21–14, 21–16                    | Maximilian Trummer Felix Friedl          |
| Nijmegen Open Nijmegen, Holandia 16 - 19 września                    | Miles Evans Troy Field 21–17, 21–15                     | Stefan Boermans Sam van der Loo     | Javier Bello Joaquin Bello 21–18, 19–21, 15–11               | Julian Hörl Florian Schnetzer            |
| World Tour Finals Cagliari, Włochy 6 - 10 października               | Anders Mol Christian Sørum 22–20, 23–21                 | Ondřej Perušič David Schweiner      | Steven van de Velde Christiaan Varenhorst 23–21, 21–17       | Paolo Nicolai Daniele Lupo               |
| FIVB Beach Volleyball WT Itapema Itapema, Brazylia 10 - 14 listopada | George Wanderley André Stein 29–27, 21–17               | Vitor Felipe Renato Carvalho        | Christoph Dressler Alexander Huber 16–21, 21–17, 16–14       | Alex Ranghieri Daniele Lupo              |

### Kobiety
| Turniej                                                              | 1 miejsce                                                    | 2 miejsce                              | 3 miejsce                                              | 4 miejsce                              |
| -------------------------------------------------------------------- | ------------------------------------------------------------ | -------------------------------------- | ------------------------------------------------------ | -------------------------------------- |
| Katara Beach Volleyball Cup Doha, Katar 8 - 12 marca                 | April Ross Alexandra Klineman 22–20, 21–18                   | Sarah Pavan Melissa Humana-Paredes     | Ágatha Bednarczuk Eduarda Lisboa 21–13, 21–14          | Kelley Kolinske Emily Stockman         |
| Cancún Hub – 1st event Cancún, Meksyk 15 - 20 kwietnia               | Taiana Lima Talita Antunes 19–21, 24–22, 15–10               | Sarah Pavan Melissa Humana-Paredes     | Ágatha Bednarczuk Eduarda Lisboa 37–35, 21–16          | Chantal Laboureur Cinja Tillmann       |
| Cancún Hub – 2nd event Cancún, Meksyk 21 - 26 kwietnia               | Ágatha Bednarczuk Eduarda Lisboa 21–15, 21–19                | Nadezda Makroguzova Svetlana Kholomina | April Ross Alexandra Klineman 21–17, 21–17             | Sanne Keizer Madelein Meppelink        |
| Cancún Hub – 3rd event Cancún, Meksyk 27 kwietnia - 2 maja           | Taliqua Clancy Mariafe Artacho del Solar 19–21, 22–20, 16–14 | Ágatha Bednarczuk Eduarda Lisboa       | April Ross Alexandra Klineman 21–16, 21–15             | Sarah Pavan Melissa Humana-Paredes     |
| Sofia Beach Open 1 Sofia, Bułgaria 20 - 23 maja                      | Alexandra Wheeler Corinne Quiggle 21–18, 21–16               | Norisbeth Agudo Gabriela Brito         | Dorina Klinger Ronja Klinger 21–17, 21–14              | Erika Nyström Daria Gusarova           |
| FIVB Beach Volleyball WT Sochi Soczi, Rosja 25 - 29 maja             | Kelly Claes Sarah Sponcil 21–19, 21–17                       | Tanja Hüberli Nina Betschart           | Nadezda Makroguzova Svetlana Kholomina 21–18, 21–11    | Tina Graudiņa Anastasija Kravčenoka    |
| J&T Banka Ostrava Beach Open Ostrawa, Czechy 2 - 6 czerwca           | Kelly Claes Sarah Sponcil 21–18, 21–15                       | Anouk Vergé-Dépré Joana Heidrich       | Carolina Solberg Salgado Bárbara Seixas 21–15, 21–16   | Sarah Pavan Melissa Humana-Paredes     |
| Sofia Beach Open 2 Sofia, Bułgaria 10 - 13 czerwca                   | Anhelina Khmil Tetiana Lazarenko 21–17, 21–15                | Norisbeth Agudo Gabriela Brito         | Alexandra Wheeler Corinne Quiggle 21–15, 21–11         | Dorina Klinger Ronja Klinger           |
| FIVB Beach Volleyball WT Gstaad Gstaad, Szwajcaria 6 - 11 lipca      | Ágatha Bednarczuk Eduarda Lisboa 23–21, 21–18                | Ana Patrícia Ramos Rebecca Cavalcant   | Sarah Pavan Melissa Humana-Paredes 21–13, 13–21, 17–15 | Tīna Graudiņa Anastasija Kravčenoka    |
| FIVB Beach Volleyball WT Rubavu Rubavu, Rwanda 14 - 18 lipca         | Sara Hughes Emily Day 19–21, 21–13, 16–14                    | Chantal Laboureur Sarah Schulz         | Svenja Müller Sarah Schneider 21–19, 21–19             | Valentyna Davidova Diana Lunina        |
| Leuven Open Leuven, Belgia 15 - 18 lipca                             | Susannah Muno Christian Jones 17–21, 21–11, 18–16            | Anna-Lena Grüne Chenoa Christ          | Sarah Cools Lisa van den Vonder 21–18, 21–15           | Maud Catry Els Vandesteene             |
| Sofia Beach Open 3 Sofia, Bułgaria 15 - 18 lipca                     | Margherita Bianchin Claudia Scampoli 21–12, 21–18            | Sophie Bukovec Camille Saxton          | Sarah Cools Lisa van den Vonder walkower               | Inna Makhno Anna Shumeikoć             |
| Ljubljana Open Lublana, Słowenia 29 lipca - 1 sierpnia               | Martina Williams Marie-Sára Štochlová 21–18, 27–25           | Emi van Driel Mexime van Driel         | Margherita Bianchin Claudia Scampoli 21–18, 21–19      | Sarah Cools Lisa van den Vonde         |
| Sofia Beach Open 4 Sofia, Bułgaria 5 - 8 sierpnia                    | Heleene Hollas Liisa Soomets 21–17, 21–18                    | Chiara They Margherita Bianchin        | Sara Breidenbach Claudia Scampoli 21–16, 21–14         | Jagoda Gruszczyńska Kinga Legieta      |
| Cortegaça Open Cortegaça, Portugalia 12 - 15 sierpnia                | Alice Zeimann Shaunna Polley 19-21, 21-15, 15-7              | Emma Piersma Brecht Piersma            | Nazaret Florián Nuria Bouza 21-17, 22-20               | Wies Bekhuis Nadine Everaert           |
| Budapest Open Budapeszt, Węgry 19 - 22 sierpnia                      | Chiara They Margherita Bianchin 21–13, 21–17                 | Erika Nyström Daria Gusarova           | Anhelina Khmil Tetiana Lazarenko 21–19, 23–25, 15–12   | Sofia Starikov Anita Dave              |
| Prague Open Praga, Czechy 19 - 22 sierpnia                           | Elize Maia Thamela Galil 21–18, 21–16                        | Esmée Böbner Zoé Vergé-Dépré           | Andressa Ramalho Vitória Rodrigues 21–19, 21–18        | Valentyna Davidova Diana Lunina        |
| Brno Open Brno, Czechy 26 - 29 sierpnia                              | Betsi Flint Emily Day 21–13, 21–8                            | Martina Williams Marie-Sára Štochlová  | Cinja Tillmann Svenja Müller 21–14, 22–20              | Alice Zeimann Shaunna Polley           |
| Koropove Open Koropove, Ukraina 2 - 5 września                       | Sofia Starikov Anita Dave 23–21, 21–16                       | Franziska Friedl Eva Pfeffer           | Anhelina Khmil Tetiana Lazarenko 21–10, 21–14          | Veronika Zhukova Anastasiya Nagorna    |
| Apeldoorn Open Apeldoorn, Holandia 9 - 12 września                   | Anna-Lena Grüne Sarah Schulz 23–21, 21–11                    | Esmee Priem Iris Reinders              | Lea Kunst Nele Schmitt 21–16, 21–15                    | Wies Bekhuis Nadine Everaert           |
| Cervia Open Cervia, Włochy 10 - 12 września                          | Chiara They Sara Breidenbach 22–20, 18–21, 15–12             | Molly Turner Terese Cannon             | Tjaša Kotnik Tajda Lovšin 21–13, 21–15                 | Giulia Rubini Giada Godenzoni          |
| Nijmegen Open Nijmegen, Holandia 16 - 19 września                    | Delaney Knudsen Terese Cannon 21–14, 18–21, 15–8             | Anna-Lena Grüne Sarah Schulz           | Annik Stähli Mara Betschart 13–21, 21–19, 15–11        | Aline Chamereau Clémence Vieira        |
| Madrid Open Madryt, Hiszpania 16 - 19 września                       | Paula Soria María Belén Carro 21–14, 21–15                   | Tjaša Kotnik Tajda Lovšin              | Anhelina Khmil Tetiana Lazarenko 17–21, 21–18, 15–13   | Ida Sinisalo Sara Sinisalo             |
| World Tour Finals Cagliari, Włochy 6 - 10 października               | Karla Borger Julia Sude 21–13, 23–21                         | Sarah Pavan Melissa Humana-Paredes     | April Ross Alexandra Klineman 21–8, 21–17              | Nadezda Makroguzova Svetlana Kholomina |
| FIVB Beach Volleyball WT Itapema Itapema, Brazylia 10 - 14 listopada | Ágatha Bednarczuk Eduarda Lisboa 25–23, 21–13                | Taiana Lima Hegeile Almeida            | Terese Cannon Sara Hughes 9–21, 21–18, 15–9            | Tainá Silva Victoria Tosta             |